# Kedzie (línea Marrón)
Kedzie es una estación en la línea Marrón del Metro de Chicago. La estación se encuentra localizada en 4648 North Kedzie Avenue en Chicago, Illinois. La estación Kedzie fue inaugurada el 14 de diciembre de 1907.  La Autoridad de Tránsito de Chicago es la encargada por el mantenimiento y administración de la estación. La estación fue renovada y abierta el 9 de marzo de 2007.

## Descripción
La estación Kedzie cuenta con una plataforma central y dos vías. 

## Conexiones
La estación es abastecida por las siguientes conexiones: 
- Rutas del CTA Buses